# Castlevania Advance Collection
Castlevania Advance Collection är en kompilering som inkluderar alla tre Castlevania-spel ursprungligen utgivna till Game Boy Advance från 2001 till 2003 (Circle of the Moon, Harmony of Dissonance och Aria of Sorrow) samt Castlevania: Dracula X (Vampire's Kiss i Europa) som släpptes till Super Nintendo år 1995. Samlingen gavs ut över hela världen för Nintendo Switch, Playstation 4 och Steam den 23 september 2021 och senare till Xbox One dagen efter.